# Систола серця

Си́стола (грец. ἡ συστολή —стискання, скорочення, зменшення) — скорочення шлуночків і передсердь під час серцевого циклу. При цьому відбувається викидання крові в аорту з лівого шлуночка та легеневу артерію — з правого.
Величина кров'яного тиску вимірюється в мм ртутного стовпа, при цьому систолічний тиск указується першим, а діастолічний — другим, наприклад «120/80».